# Archidiecezja Sassari
Archidiecezja Sassari – archidiecezja Kościoła rzymskokatolickiego we Włoszech, a dokładniej na Sardynii. Powstała w V wieku jako diecezja. Do rangi archidiecezji została podniesiona w 1073.